# Camilo Díaz Baliño
Camilo Buenaventura Díaz Baliño (Ferrol, 14 de julho de 1889 — Saa, Meixide, Palas de Rei, 14 de agosto de 1936), foi um escritor, pintor, desenhador, ilustrador de livros, muralista, cartazista, cenógrafo e artista gráfico galego, membro da Real Sociedade Económica de Amigos do País de Santiago, das Irmandades da Fala (1918), do Seminário de Estudos Galegos (1926) e do Partido Galeguista. Colaborou nas coleções Lar e Céltiga e noutras obras da literatura galega.

## Biografia
Era filho de Germán Díaz Teijeiro, natural de Ortigueira, e de Camila Baliño López, de Ferrol. Camilo estudou em Ferrol no Colégio Dequidt, onde estudou com Francisco Franco. Em 1905 mudou-se para Madrid com o auxílio da Câmara Municipal da Corunha, mas como não recebeu a ajuda prometida, trabalhou numa oficina de cenografia e regressou à Corunha, onde ingressou na Escola de Artes e Ofícios. Em 1908 voltou a Madrid, onde foi contratado pelo Ministério da Graça e Justiça, e estudou cenografia. Participou da Exposição Regional de 1909, onde foi galardoado com a medalha de ouro. Em 1916 iniciou a sua relação profissional com o empresário de cinema, Isaac Fraga. Participou da Exposição Regional de Arte Galega celebrada na Corunha em 1917. Em 1920 partiu para Santiago de Compostela, onde fundou a oficina de cenografia da Empresa de Espetáculos Fraga (1920-1924), tendo transferido-a para Madrid entre 1922 e 1924. Participou na Exposição Regional Galega de Belas Artes de Santiago de 1923. Em 1925 ingressou como desenhador interino no concelho de Santiago e posteriormente como definitivo. Entre janeiro e maio de 1931, o coral polifónico Coral de Ruada realizou vários concertos na Argentina, Uruguai e no Brasil, onde Díaz Baliño trabalhou como cenógrafo. Participou na Exposição de Arte Galega que foi celebrada no Colégio de São Clemente no verão de 1926.
Foi membro das Irmandades da Fala em 1918, do Seminário de Estudos Galegos em 1926 e militante do Partido Galeguista (1931). Fez relatos e outrora poesias que foram publicadas na imprensa galega da época, principalmente no periódico A Nosa Terra, que tinha um forte estilo patriótico. Desenhou a capa de vários livros, entre eles as obras publicadas na coleção Lar. Também desenhou um cartaz em prol da 'aprovação' do plebiscito de 28 de junho de 1936 do Estatuto de Autonomia da Galiza de 1936.
Pertenceu à maçonaria, que foi perseguida pelo seu próprio irmão Gonzalo, membro da Milícia dos Cavaleiros da Corunha e da Brigada de Investigação e Vigilância.
Preso no início da Guerra Civil Espanhola, ficou detido na prisão de Santiago de Compostela, situada abaixo do Paço de Raxoi. Enquanto prisioneiro, ilustrou um álbum no qual desenhou os seus vinte e seis companheiros, tendo sido o seu último trabalho. Depois de horas preso no cárcere de Arzúa, três falangistas, conhecidos por Solla, Xerpe e Baluxa, assassinaram Camilo em Palas de Rei a 14 de agosto de 1936, com quarenta e sete anos de idade. O seu cadáver foi encontrado junto com o do médico galego Sixto Aguirre, à beira da estrada em Saa, na paróquia de Meixide.
Algumas das suas obras encontram-se expostas no Museu do Povo Galego, Museu das Peregrinações e de Santiago, Museu Provincial de Lugo e no Museu Provincial de Pontevedra.
Era irmão dos artistas Indalecio Díaz Baliño (1896-1952), Ramiro Díaz Baliño (1902-1972) e María Dolores Díaz Baliño (1905-1963). Em 1909 casou-se com Antonia Pardo Méndez, com quem teve três filhos: María del Milagro Antonia "Marujita" (1911-1917), Mercedes "Chita" (1916) e Isaac (1920-2012). Antonia, de família anarquista, partilhava o ideário galeguista de Camilo, tendo afiliado-se às Irmandades da Fala. Após o fuzilamento do seu marido, perdeu a consciência e morreu de cancro dois anos depois que o seu marido, em dezembro de 1938.
O seu filho, Isaac Díaz Pardo, que tinha quinze anos quando o seu pai foi morto, reuniu parte da sua obra no Instituto Galego de Informação, fundado em 1977 e que pertence ao Grupo Sargadelos. O fundo foi cedido depois, para a sua classificação, custódia e difusão, à Biblioteca da Galiza da Cidade da Cultura da Galiza e na biblioteca virtual Galiciana. O fundo é composto por cerca de duzentas fotografias, relatos, uma pequena biblioteca e dez álbuns que recolhem toda a sua atividade profissional na América, e também várias cartas e documentos pessoais. Destacam-se também os desenhos realizados na cadeia.
A cidade de Ferrol homenageou Camilo em 1959, tendo esculpido um busto de bronze no Cantão de Molíns. Uma praça de Santiago de Compostela, diante da estação de autocarros, e uma rua de Oleiros, foram nomeadas em sua homenagem.
O escritor Manuel Rivas evocou a estadia das vítimas da represália do cárcere do Paço de Raxoi no seu livro O lapis do carpinteiro (1998, Xerais), que foi adaptado para o cinema em 2003, com a realização de Antón Reixa, e interpretação de Carlos Blanco Vila como Gonzalo Rincón, o pintor.
Em 2018 o Dia da Ilustração foi dedicado a Camilo Díaz Baliño.

## Obras
- Conto de guerra, Nós, 1928 (narrativa), ambientado na época da invasão napoleónica.

Ilustrações

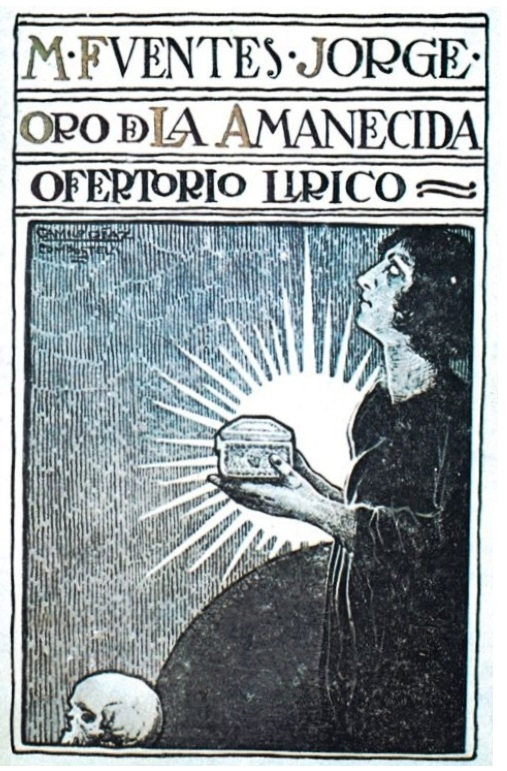
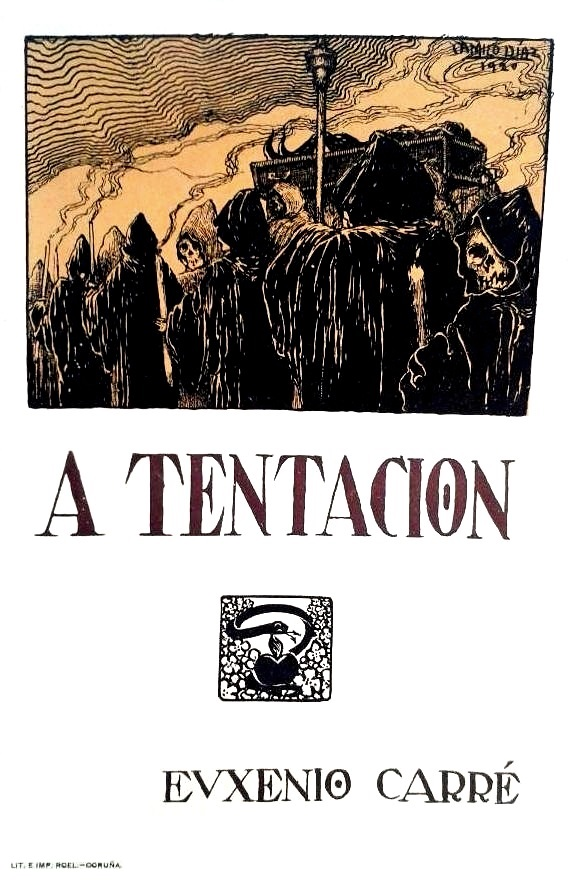
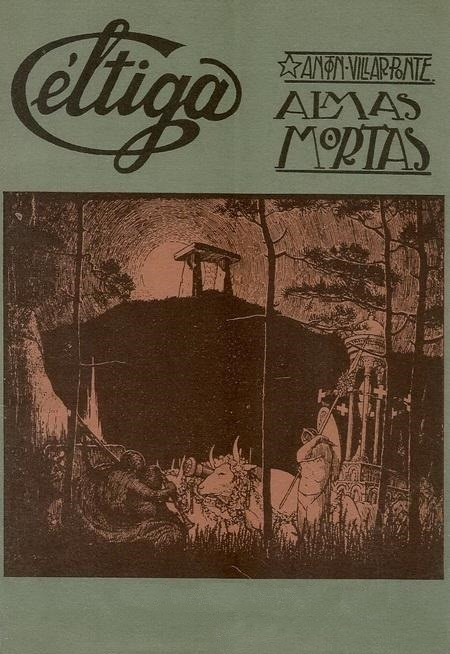
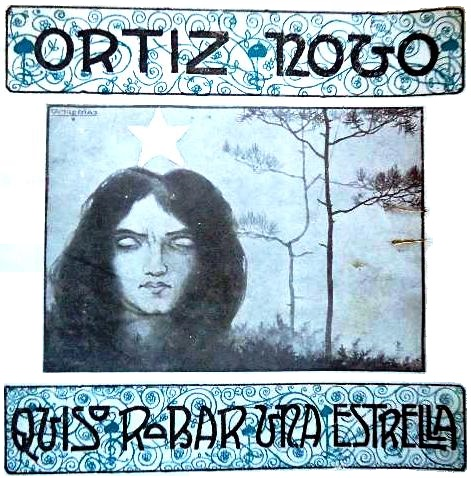
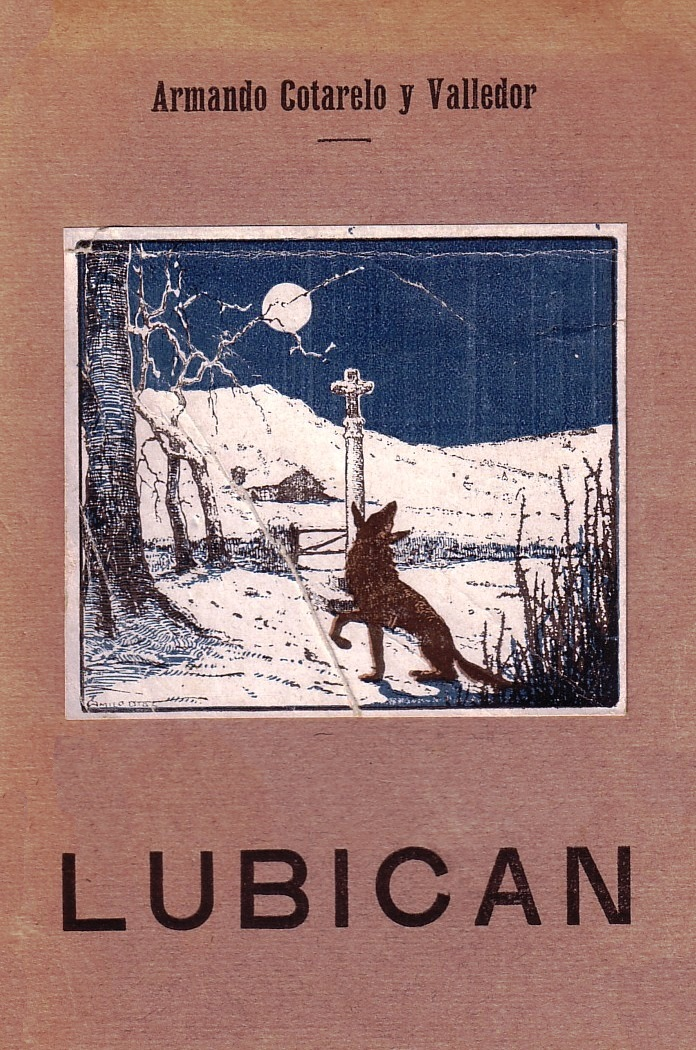
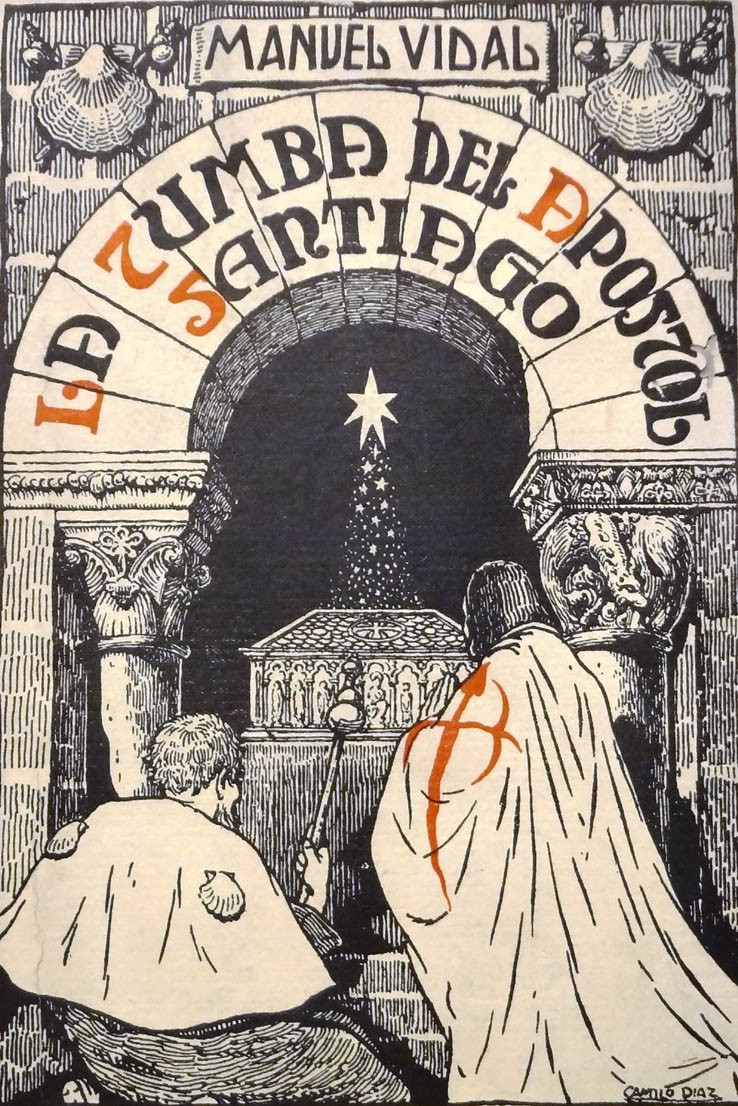
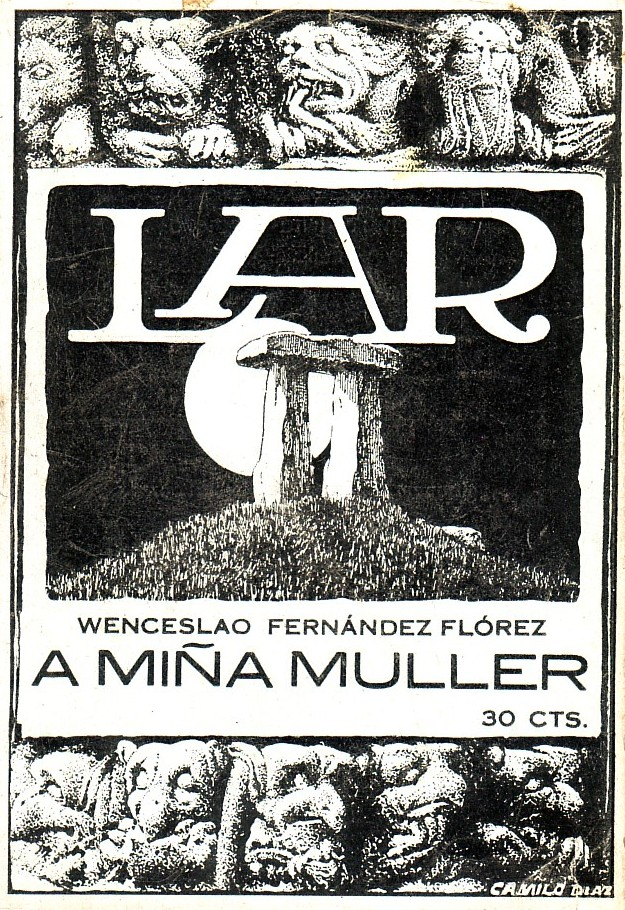
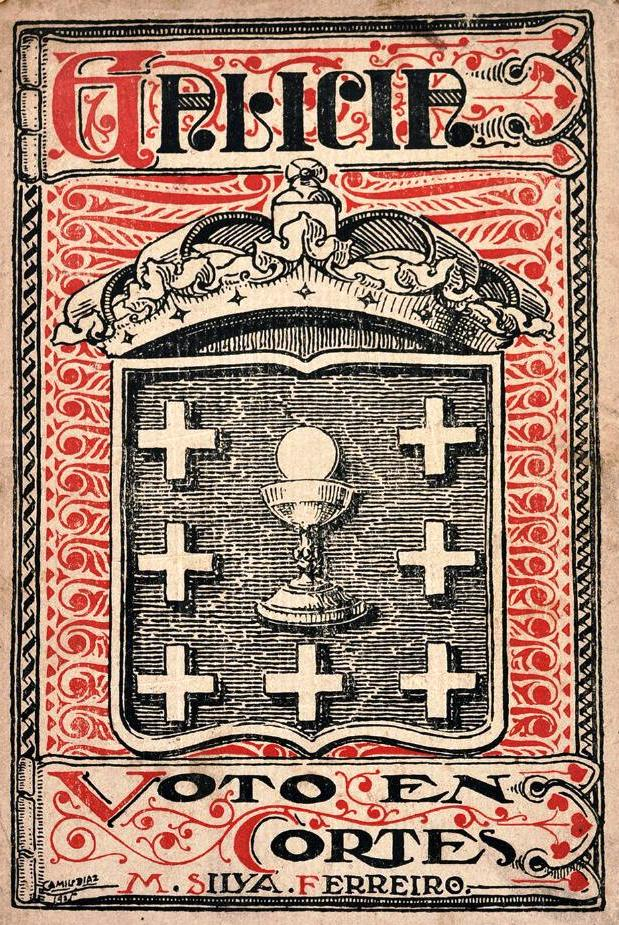
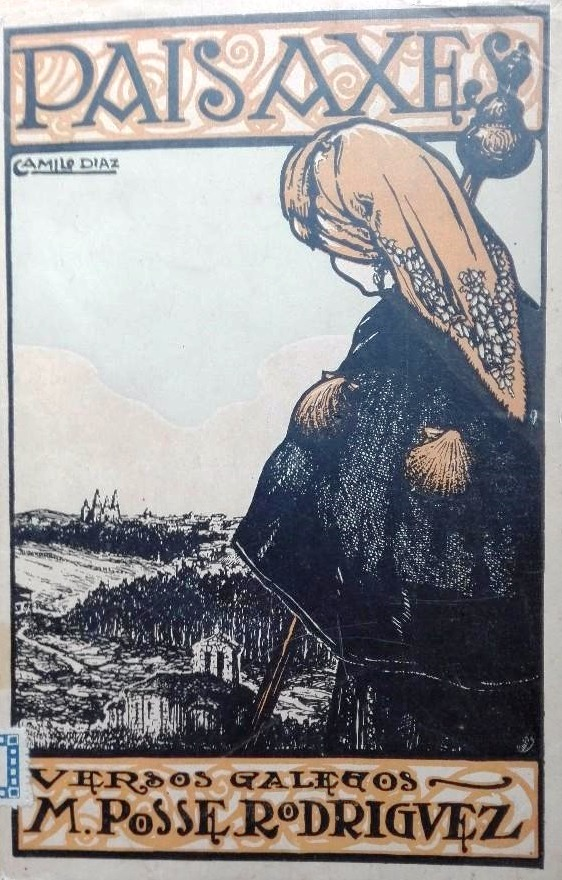
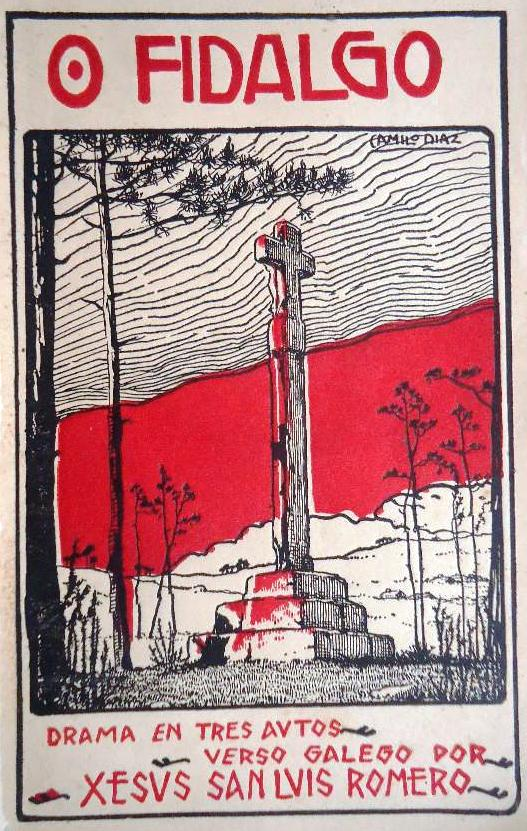
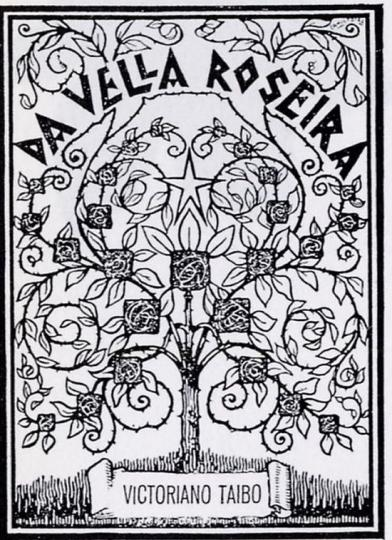
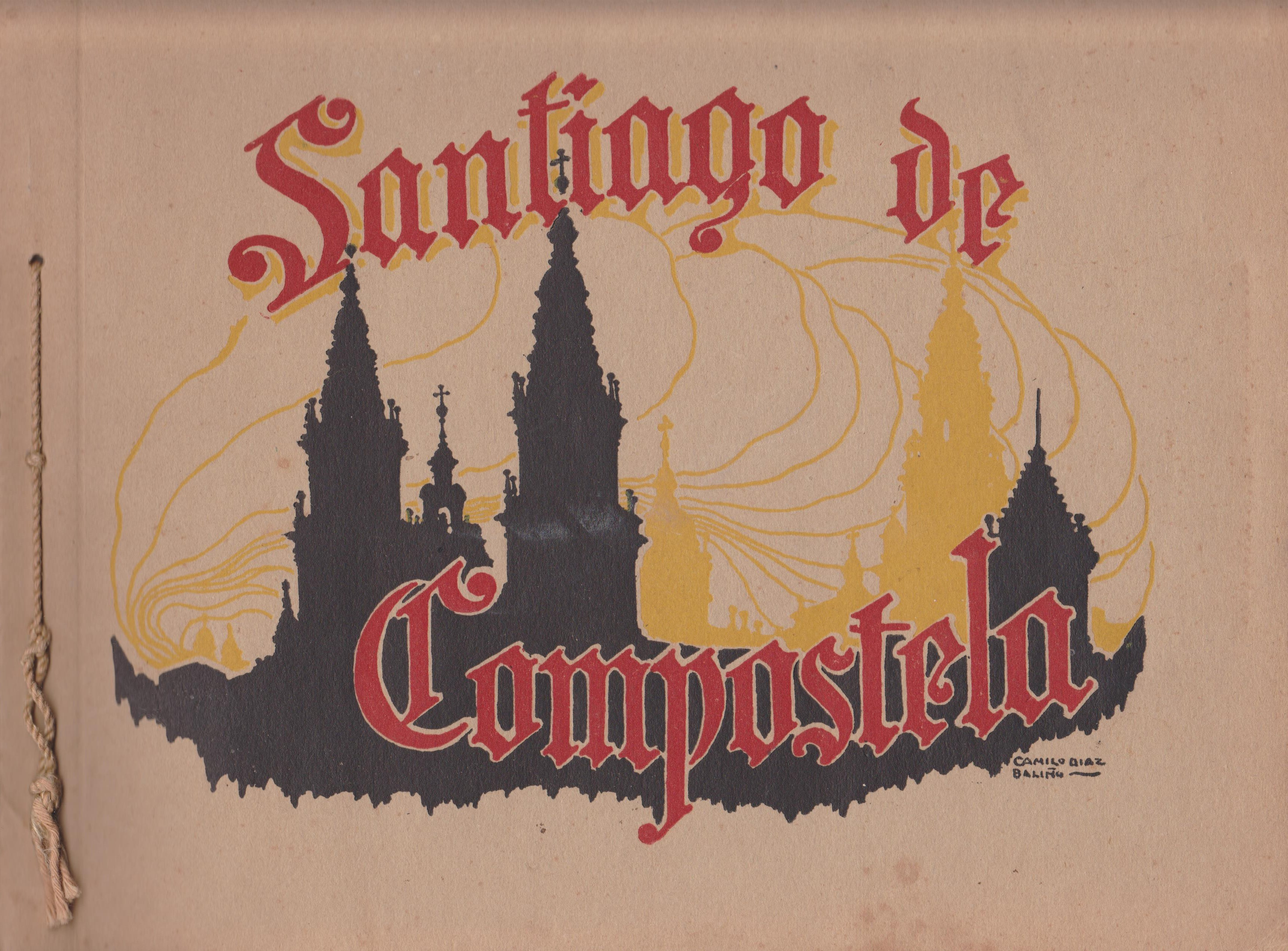
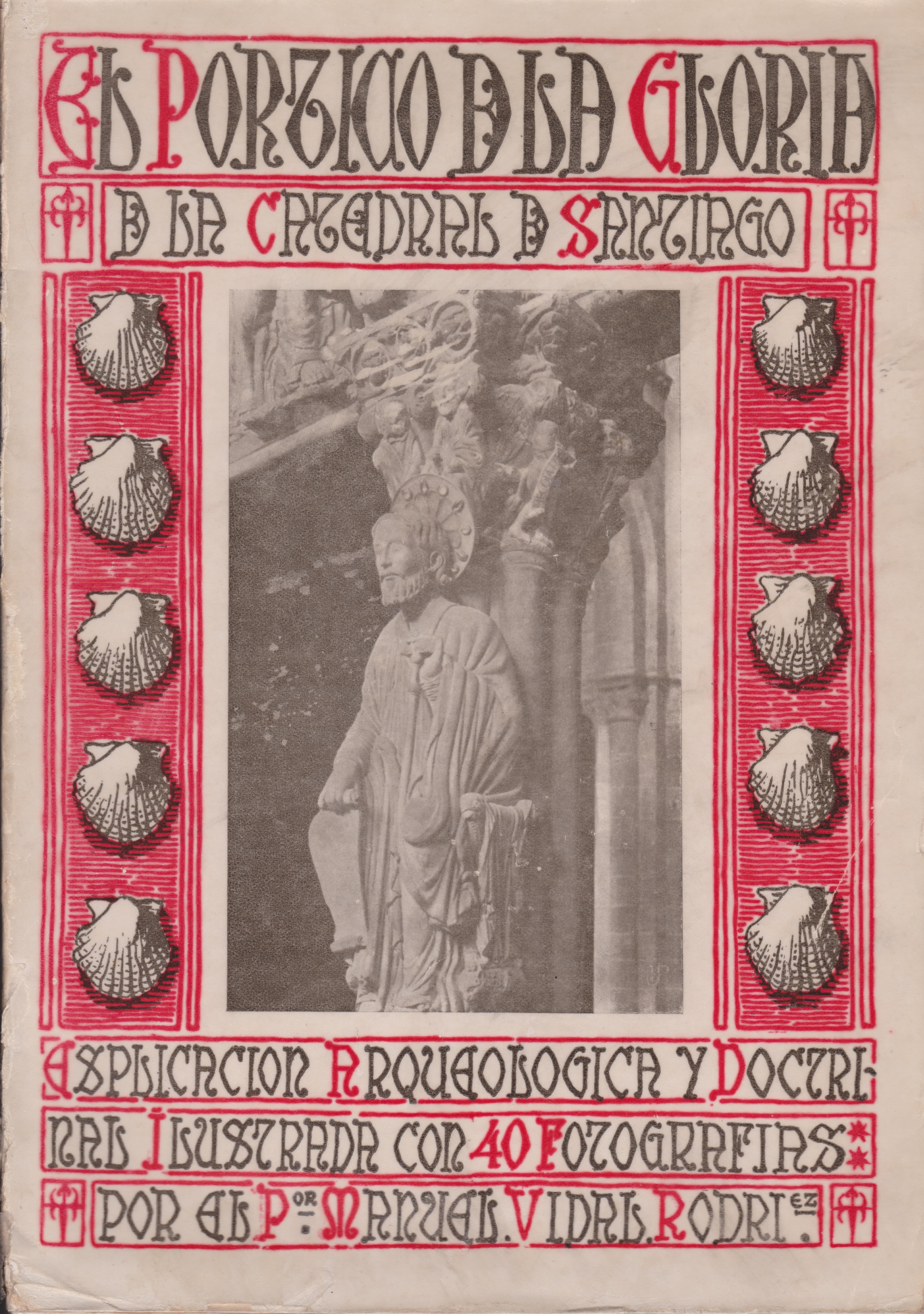
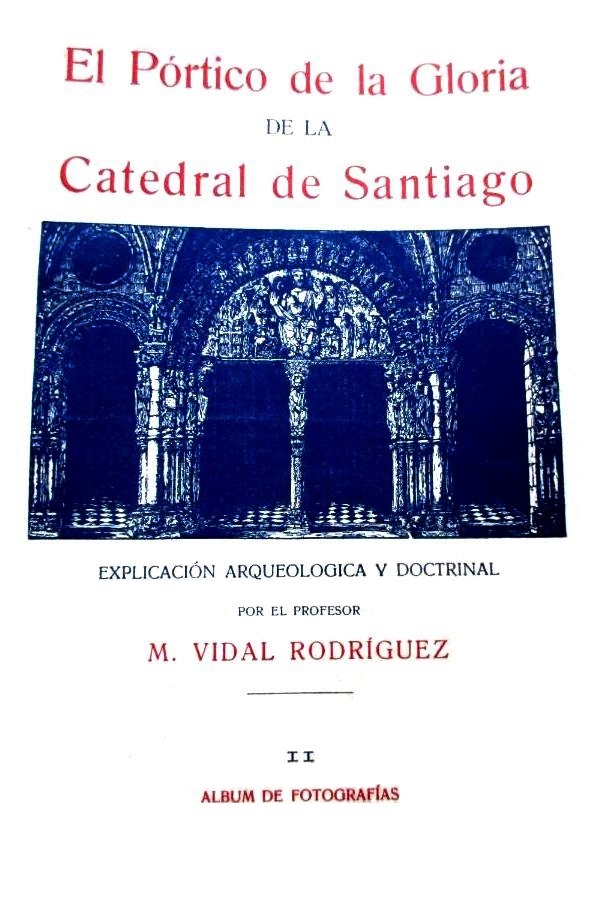
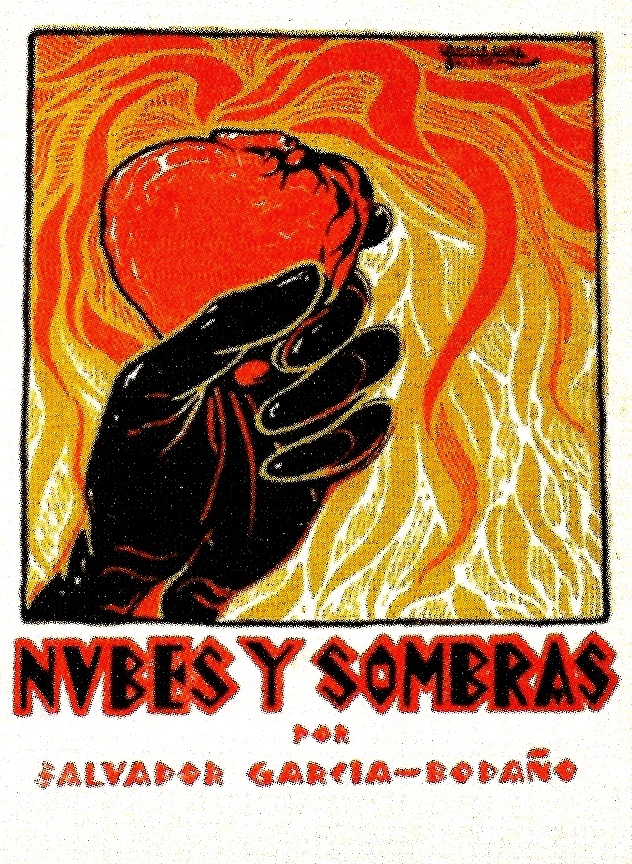
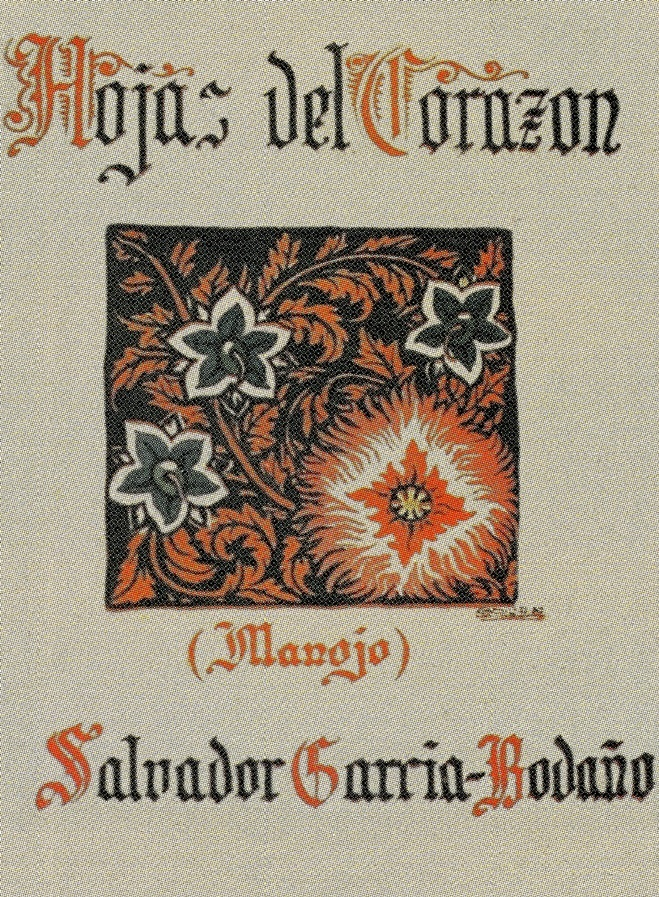
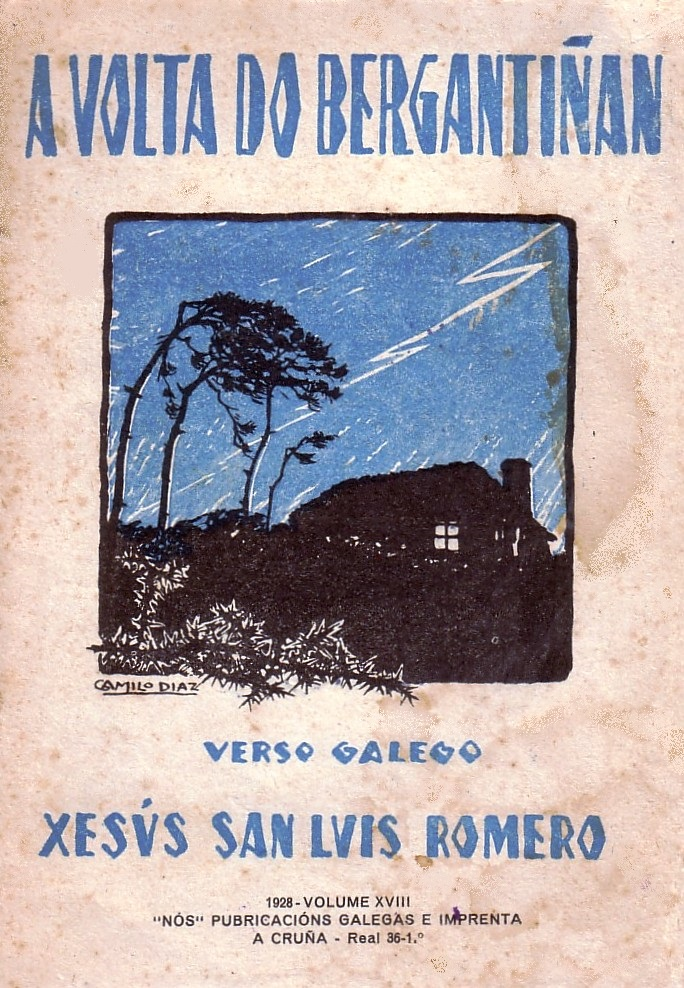
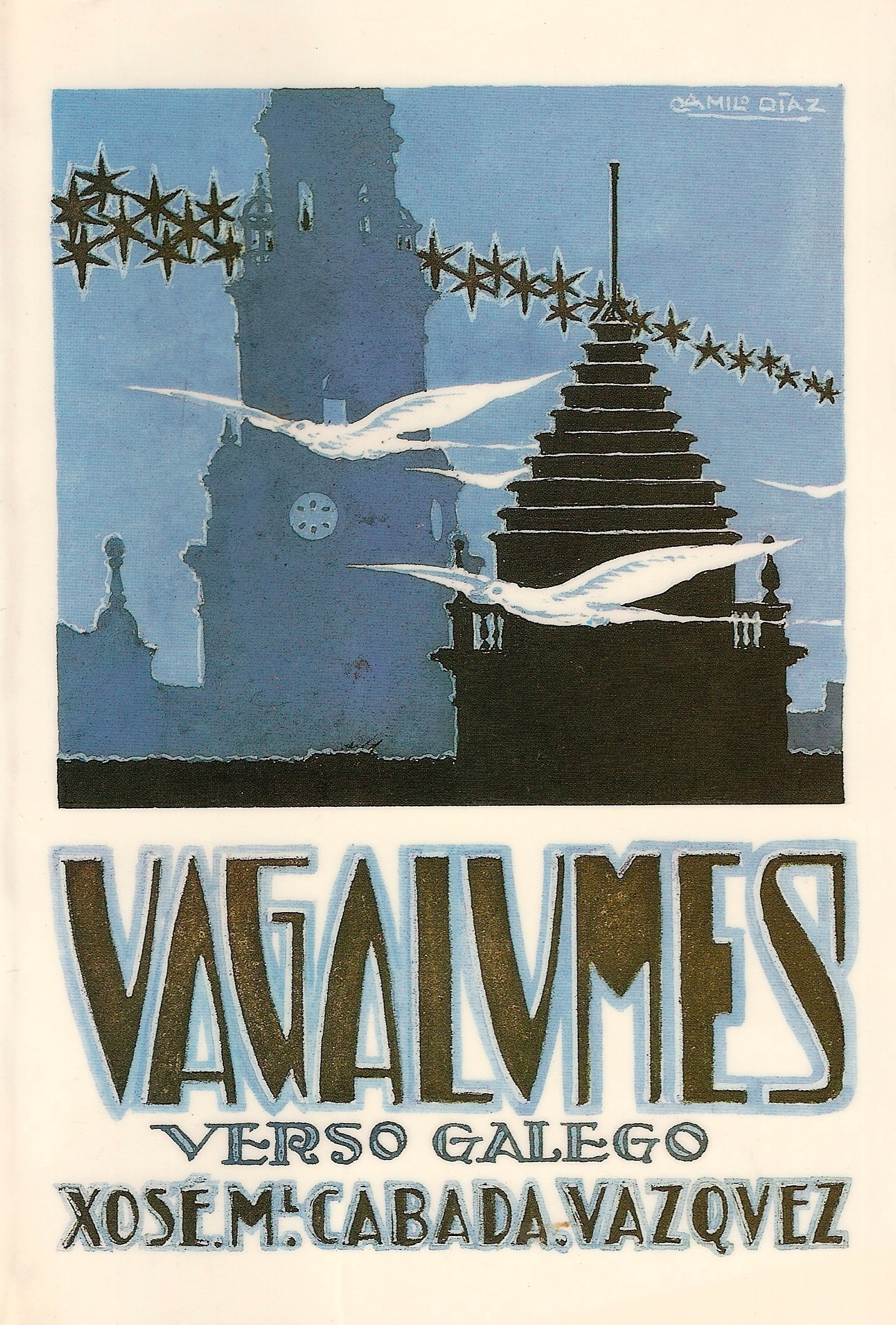
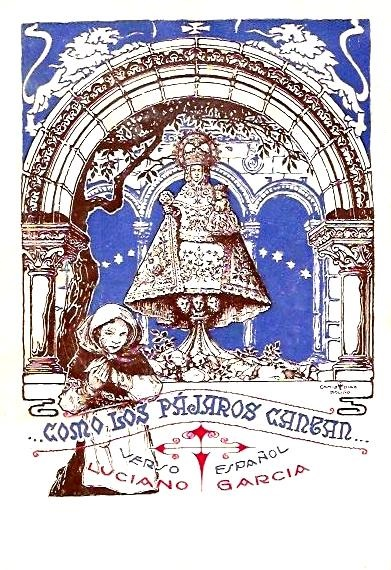
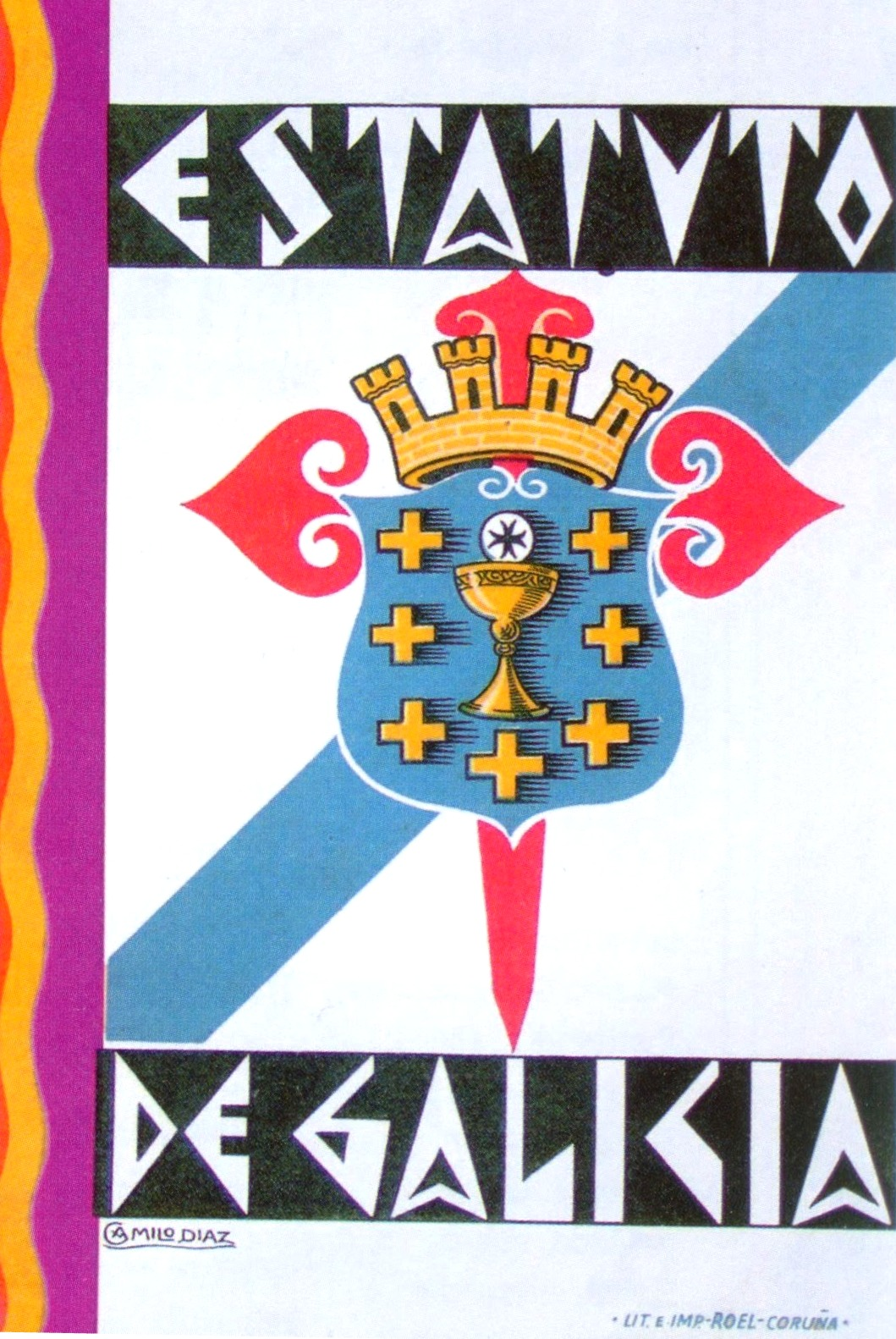
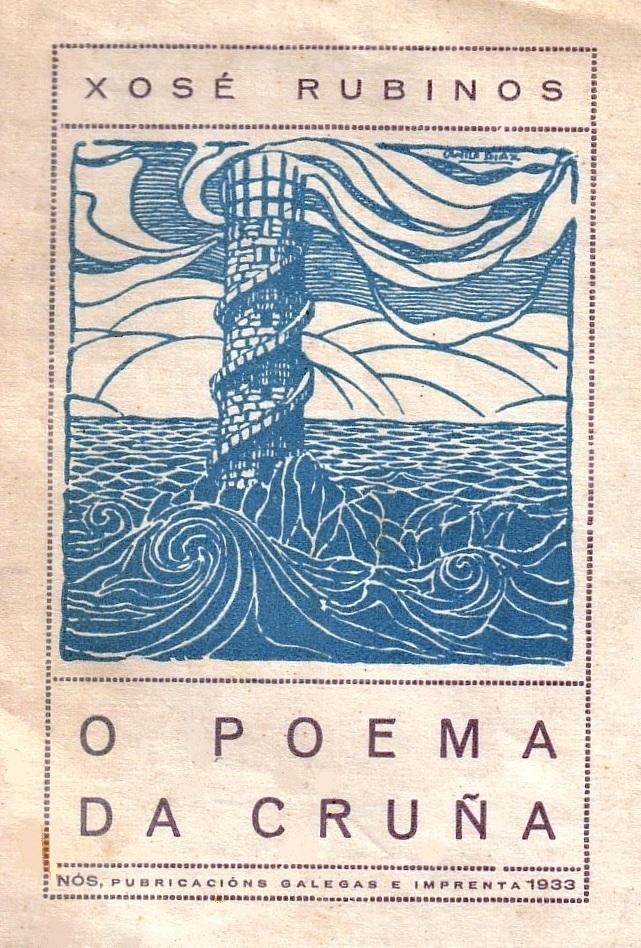
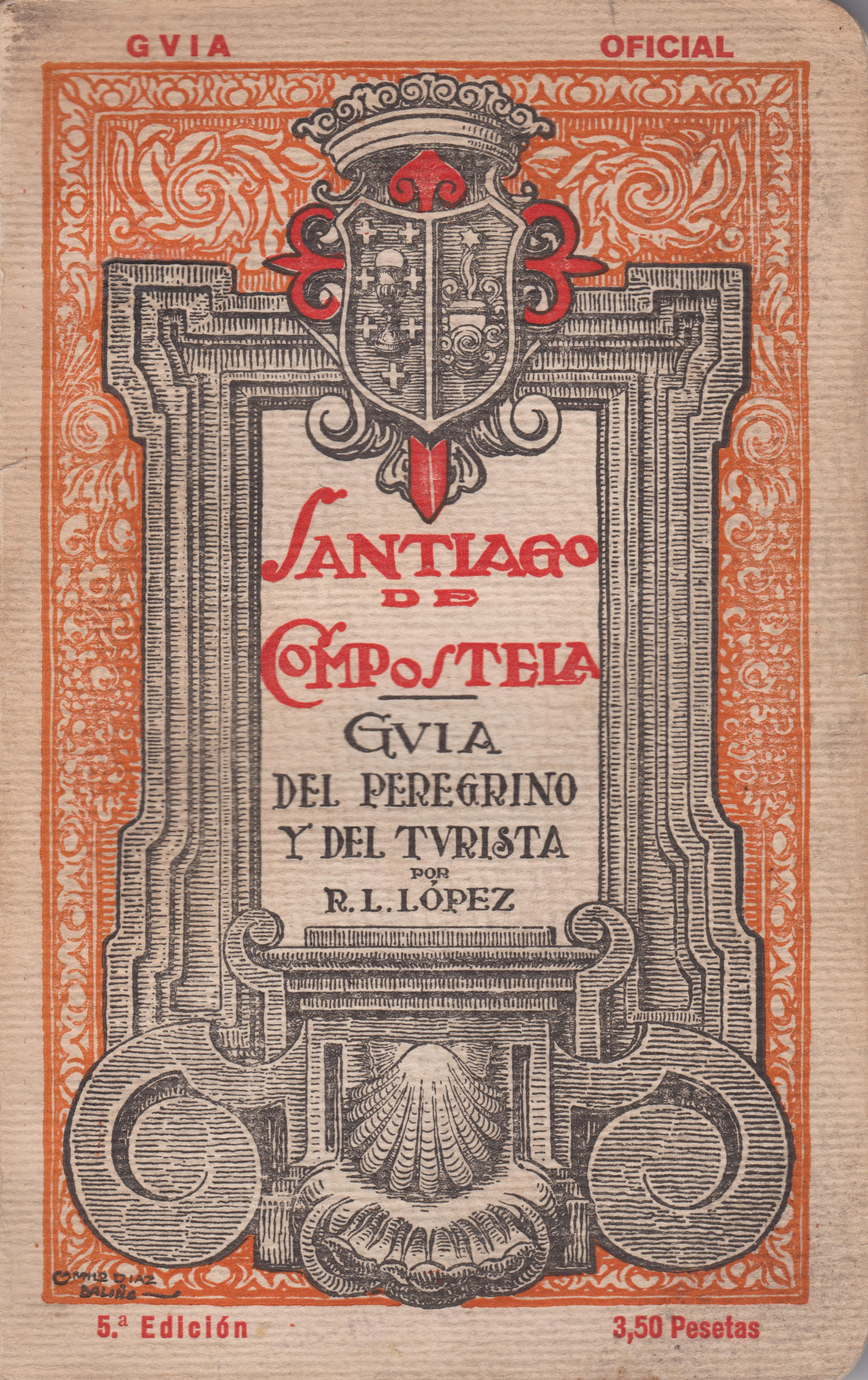
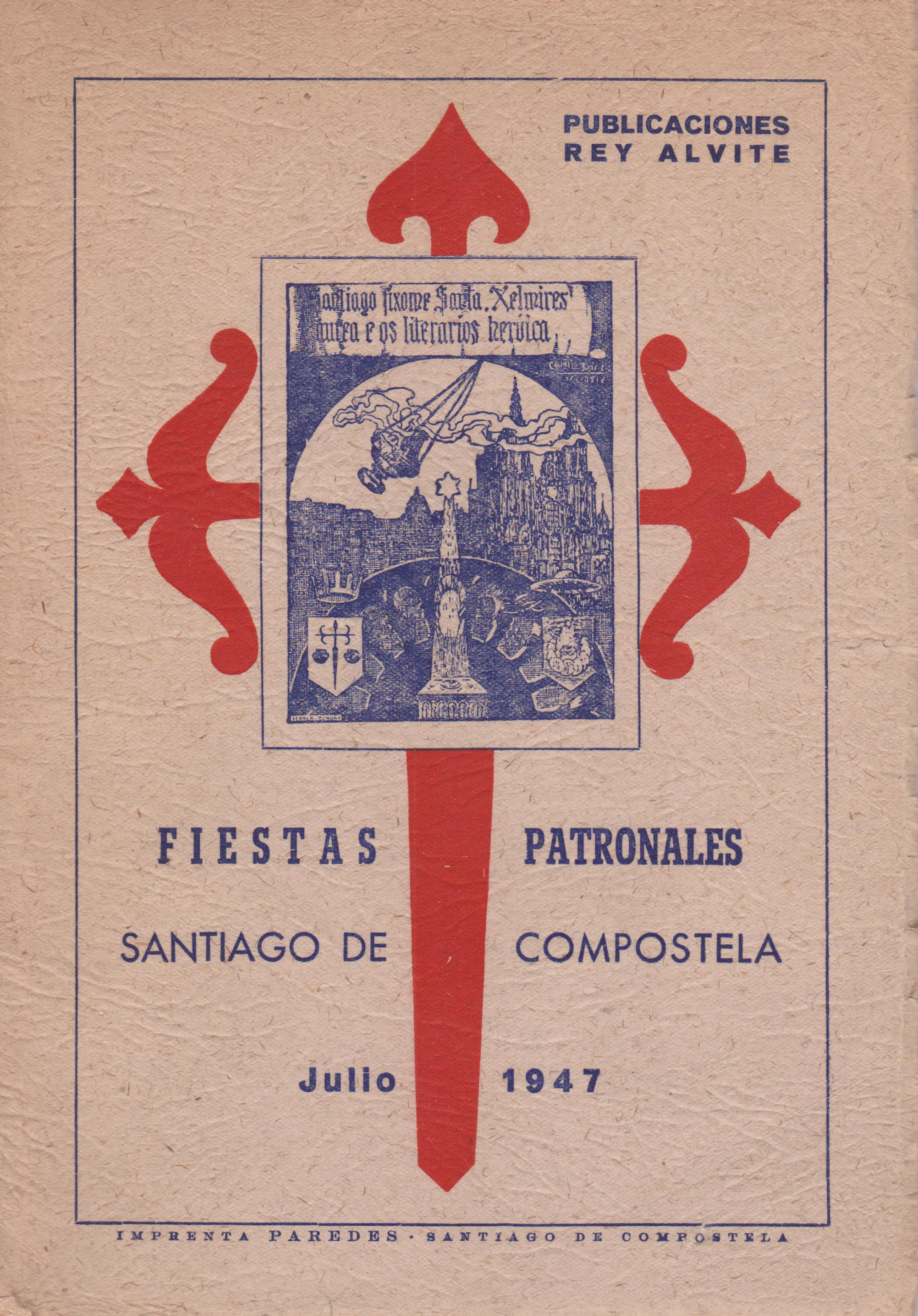

- Oro de la amanecida de Manuel Fuentes Jorge, Compostela, El Eco de Santiago, 1920
- A tentación de Eugenio Carré Alvarellos, Corunha, Roel, 1921
- Almas mortas de Antón Villar Ponte, Ferrol, Editorial Céltiga, 1922
- Quiso robar una estrella de Manuel Ortiz Novo, 1923
- Lubicán de Armando Cotarelo Valledor, Santiago, El Eco de Santiago, 1924
- La tumba del Apóstol Santiago de Manuel Vidal Rodríguez, Santiago, 1924
- A miña muller de Wenceslao Fernández Flórez, 1924, e todas da coleção Lar.
- Galicia, voto en cortes de Manuel Silva Ferreiro, Santiago, 1925
- Paisaxes de Manuel Posse Rodríguez, Santiago, El Eco Franciscano, 1925
- O Fidalgo de Xesús San Luis Romero, S.L. 1925
- Da vella roseira de Victoriano Taibo, Cibdá de Compostela, 1925
- Santiago de Compostela, de autor e edição desconhecidas, Santiago, ca. 1925
- El Pórtico de la Gloria de la Catedral de Santiago de Manuel Vidal Rodríguez, El Eco Franciscano, 1926.
- Nubes y sombras de Salvador García-Bodaño, Corunha, Moret, 1927
- Hojas del corazón de Salvador García-Bodaño, Corunha, Moret, 1928
- A volta do bergantiñán de Xesús San Luis Romero, Corunha, Editorial Nós, 1928
- Vagalumes de Xosé Manuel Cabada, Santiago, Imp. do Seminário Conciliar Central, 1931
- Como los pájaros cantan de Luciano García Rodríguez, Santiago, Librerías Porto, 1931
- Estatuto de Galicia, Litografía e Imprenta Roel, Corunha, 1932.
- O poema da Cruña de Xosé Rubinos, Santiago, Editorial Nós, 1933
- Santiago de Compostela. Guía del peregrino y del turista de R. L. López, Santiago, El Eco Franciscano, 5.ª ed. e ss., 1933
- Fiestas patronales. Santiago de Compostela. Julio 1947 de Jesús Rey-Alvite, Santiago, Publicaciones Rey Alvite, 1947.

## Galeria

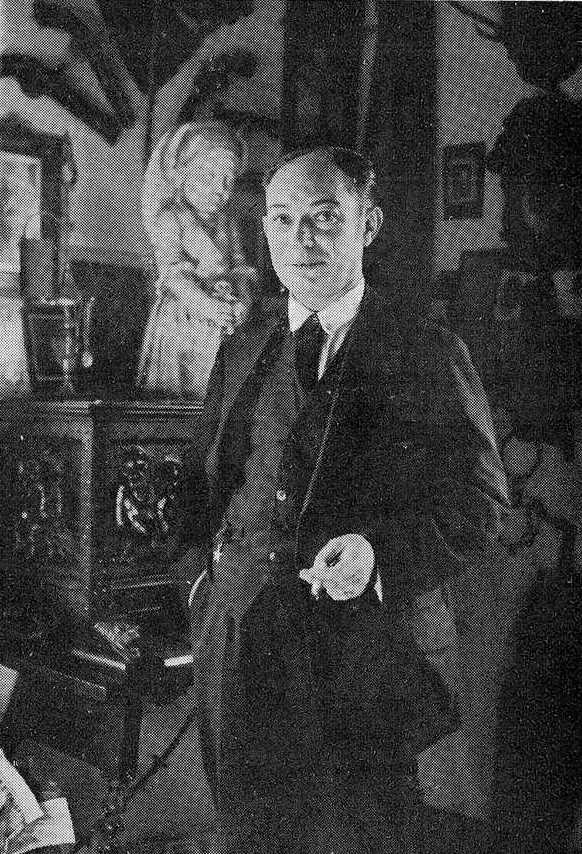
Retrato de Camilo Díaz Baliño, em Vida Gallega (1930).
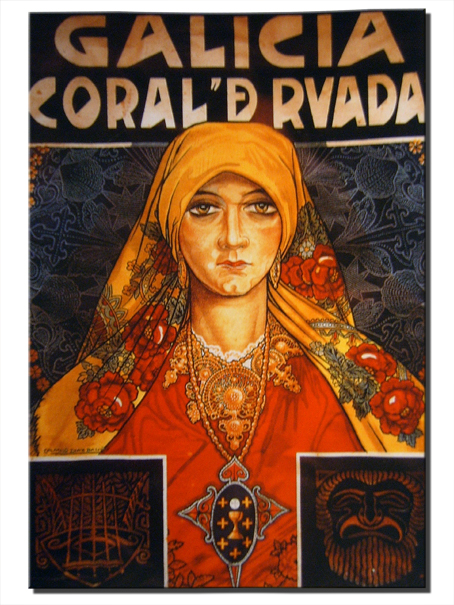
Cartaz do Coral de Ruada (1931).
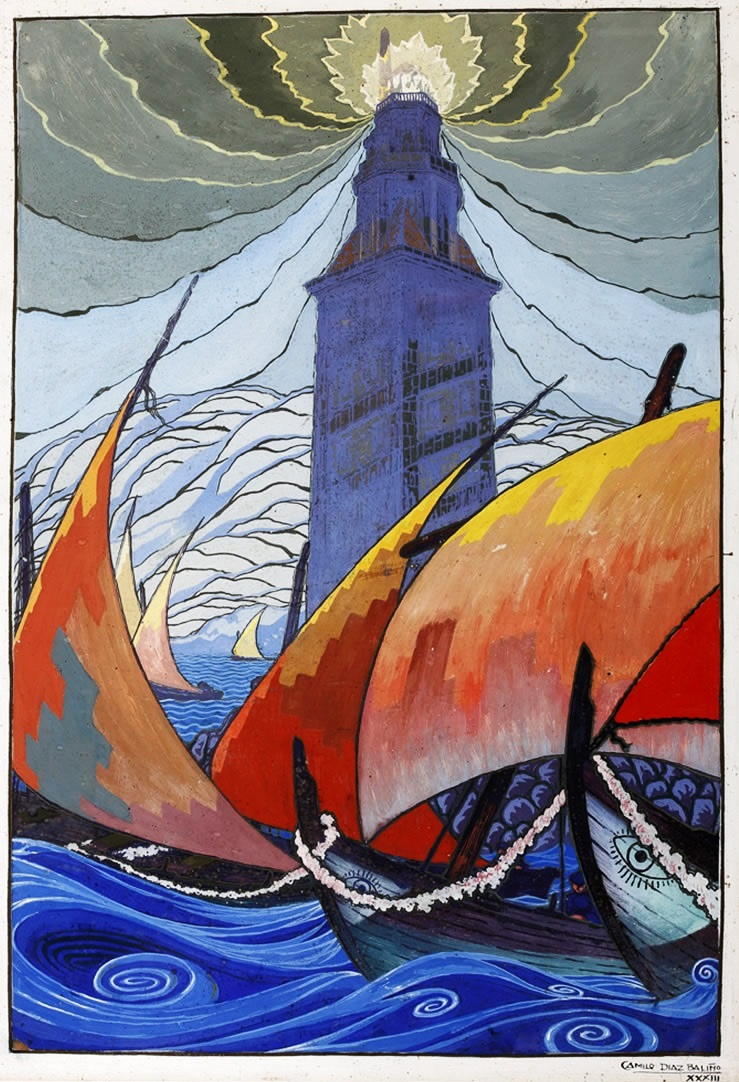
Torre de Hércules (1933).
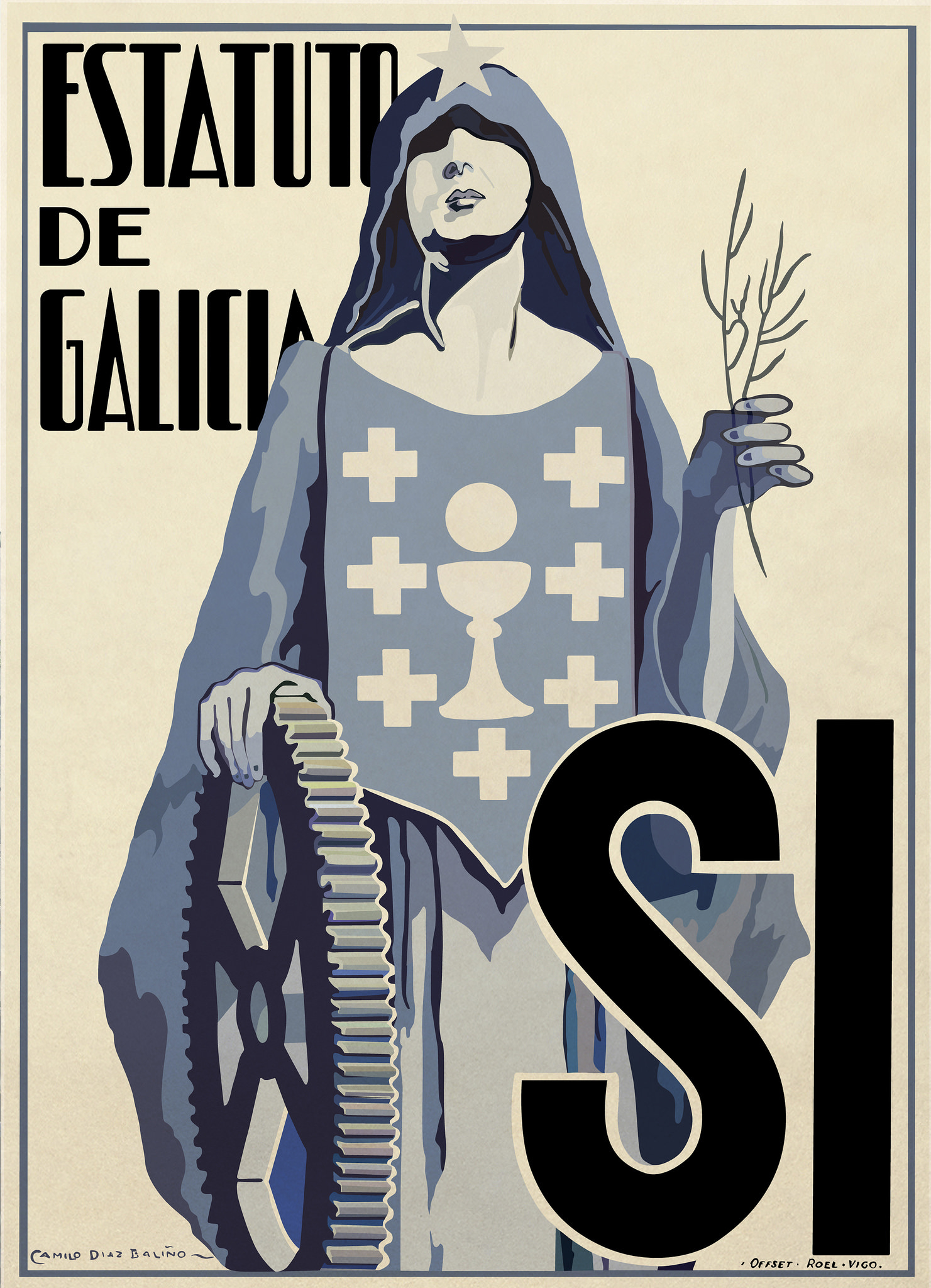
Cartaz em prol do Estatuto de Autonomia da Galiza de 1936.
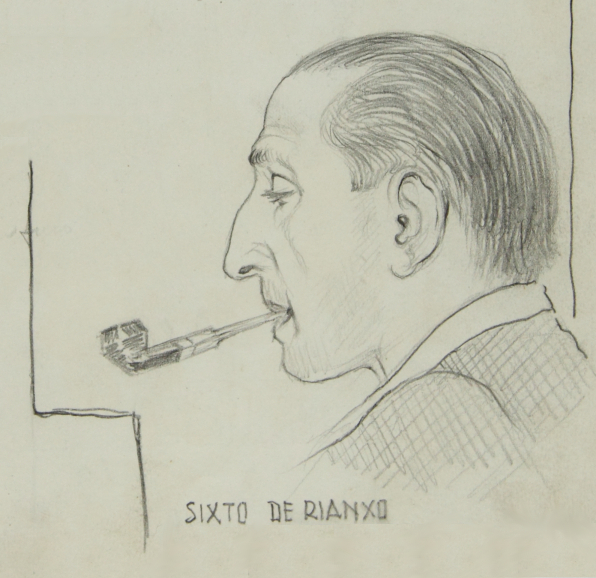
Retrato de Sixto Aguirre quando estava preso em Santiago.
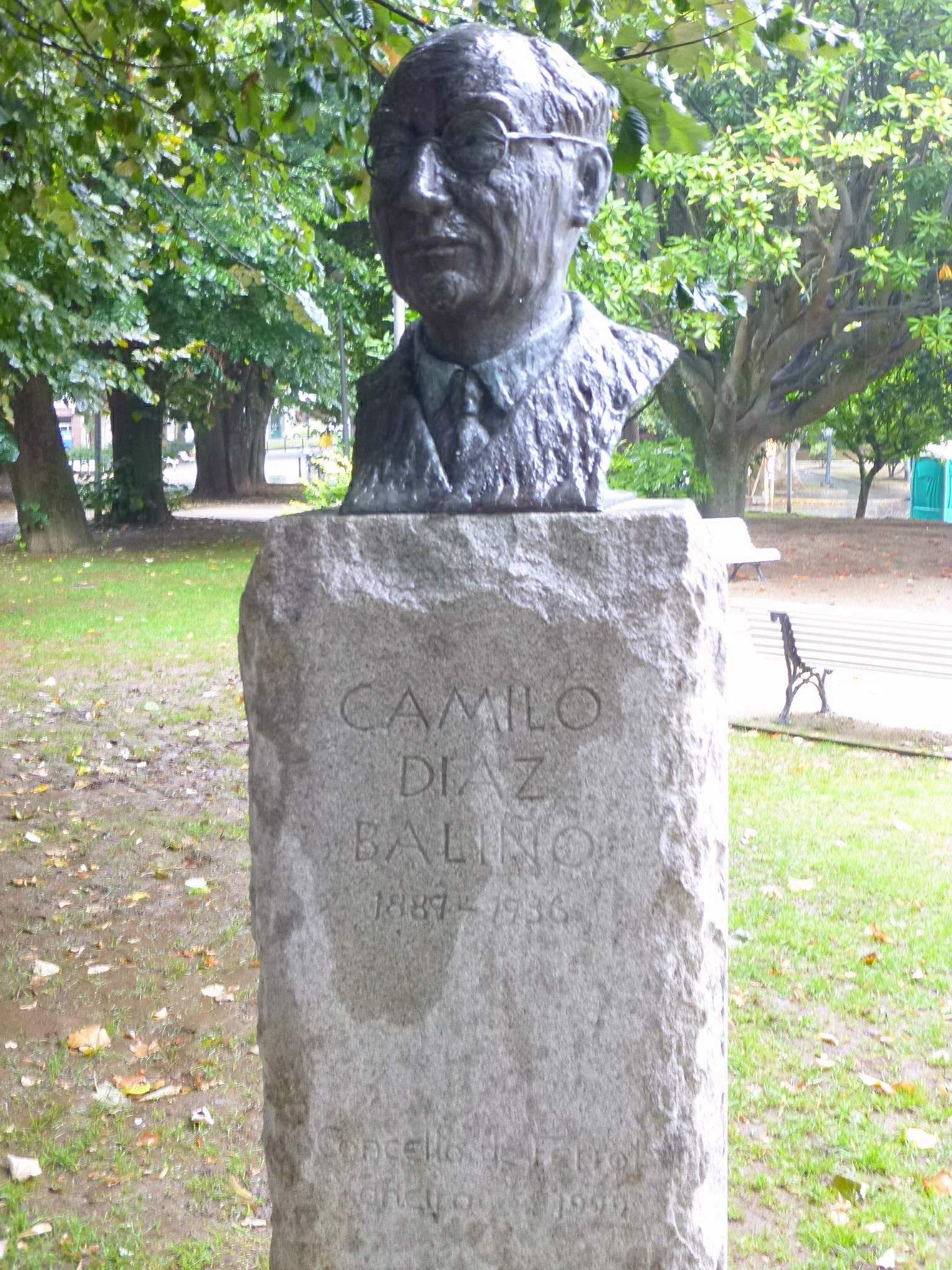
Busto em Ferrol.